# 塚本勝巳
塚本 勝巳（つかもと かつみ、1948年（昭和23年）11月9日 - ）は、日本の魚類学者。専門は海洋生命科学、特にウナギ研究の第一人者。「うなぎ博士」の愛称で知られる。

## 経歴・人物

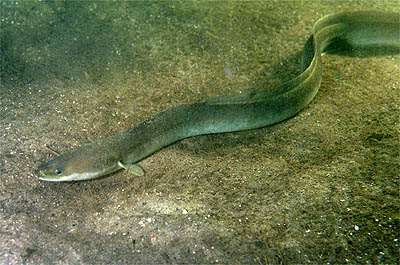
ウナギの写真

岡山県玉野市出身。1964年玉野市立日比中学校卒業、1967年岡山県立玉野高等学校卒業。1971年、東京大学農学部水産学科卒業。
1974年、東京大学大学院農学系研究科水産学専攻博士課程中途退学、東京大学海洋研究所助手。1980年、農学博士（東京大学）。1986年、同研究所助教授、1994年同研究所教授。2010年、東京大学大気海洋研究所教授。2013年同大退職後、日本大学生物資源科学部教授。
独自の海山仮説、新月仮説、塩分フロント仮説に基づき、2008年に海洋でウナギの親魚を捕獲し、2009年5月には世界で初めて天然ウナギの卵をマリアナ諸島西方海域で採集することに成功した。

## 主義・主張
2016年7月の日本経済新聞の記事で、塚本は天然親ウナギの禁漁に全力を尽くすべきであると主張している。以下にその詳細を記す。
ニホンウナギは減少傾向だが、現状は効果的な対策がなされているとは言いがたい。ウナギは大型漁船や特別な道具がなくとも誰でも捕まえられ、漁の実態を示す正確な統計資料はない。そのため他の絶滅危惧種と比べても特に保護が難しい。密漁や不正な取引もおこなわれやすい。稚魚の池入れ数量の規制は枠が大きすぎて規制の意味をなしていない。また、養殖したウナギを放流したとしても、自然の環境で成長して産卵場へ戻れるのか疑問で、増加につながらない可能性がある。環境改善は河口で取り組むのが効果が高い。最近の研究で、河川の淡水域に遡上せず海や河口で一生を過ごすウナギが8割以上を占めることが分かったためだ。

現時点でもっとも効果的な資源保全策は、稚魚を産む可能性がある天然の親ウナギの禁漁に全力を注ぐことだ。産卵場の親ウナギには日本の太平洋岸から戻ったものが多い。現在、親ウナギの漁獲を規制しているのは鹿児島県や静岡県など一部に限られる。国が中心となって全国で親ウナギを1匹でも多く産卵場へ帰せば、資源増の手応えが得られるだろう。持続可能な資源の管理のためには、同じ手法で長期間モニタリング調査を続け、資源状況を正確に把握することが求められる。予算、人員を考えると、こちらも国が中心になってシステムをつくる必要がある。

## 受賞歴
- 1986年 日本水産学会賞（奨励賞）[8]
- 2006年 日本水産学会賞[2]
- 2007年 日本農学賞[2]
- 2007年 読売農学賞[2]
- 2012年 日本学士院エジンバラ公賞[6]
- 2013年 海洋立国推進功労者表彰[6][9]（内閣総理大臣賞）
- 2022年 瑞宝中綬章[8][10][11]
- 2022年 国際生物学賞[8]

## 主な著書
- 『爆笑問題のニッポンの教養 「脱出したい!」のココロ 海洋生命科学』新潮文庫 共著： 田中裕二、塚本勝巳、太田光、 発行：2008年7月31日、ISBN 9784062826198
- 『魚類生態学の基礎』恒星社厚生閣 共著：桑村哲生ほか、発行：2010年9月6日、ISBN 9784769912293
- 『ウナギ　大回遊の謎』 発行：PHPサイエンス・ワールド新書、発行：2012年6月16日、ISBN 9784569796703
- 『調べてみよう!生きもののふしぎ ウナギのなぞを追って』「監修」金の星社、発行：2014年3月、ISBN 9784323057538
- 『日本うなぎ検定 クイズで学ぶ、ウナギの教科書』小学館、共著：黒木真理、2014年2月26日、ISBN    9784093883511
- 『大洋に一粒の卵を求めて: 東大研究船、ウナギ一億年の謎に挑む』新潮文庫、発行：2015年6月26日、ISBN 9784101260068
- 『うなぎ　一億年の謎を追う 科学ノンフィクション』Kindle版、2015年6月4日、ISBN 9784052036125

## 主要論文
- ブリの血合筋と普通筋の機能と代謝について 日本水産学会誌 Vol.47 (1981) No.5 P.573-575
- 海におけるアユの生態と資源 水産増殖 Vol.38 (1990) No.2 P.208-209
- ウナギ回遊生態の解明 日本水産学会誌 Vol.72 (2006) No.3 P.350-356 （平成 17年度日本水産学会賞受賞）
- 天然ウナギ卵発見の道 日本水産学会誌 Vol.78 (2012) No.2 P.316-319
- 西マリアナ海嶺のウナギ産卵場に出現したニホンウナギ産卵親魚らしき映像 日本水産学会誌 Vol.80 (2014) No.4 p.532
- 水産研究における対象生物種と保全意識 日本水産学会誌 Vol.81 (2015) No.5 p.787

共著
- 益田信之、森由基彦、梶原武、放流時における人工種苗アユの分散-III 湖産種苗アユとの比較 日本水産学会誌 Vol.45 (1979) No.11 P.1365-1370, doi:10.2331/suisan.45.1365
- 益田信之、猿渡実、武田年秋、石田力三、人工種苗アユの孵化場の違いが放流後の分散と定着に及ぼす影響 日本水産学会誌 Vol.47 (1981) No.8 P.1093, doi:10.2331/suisan.47.1093
- 梶原武、仔アユの卵黄吸収と遊泳運動の関係 日本水産学会誌 Vol.50 (1984) No.1 P.59-61, doi:10.2331/suisan.50.59
- 島康洋、ハタハタの耳石日周輪 日本水産学会誌 Vol.56 (1990) No.7 P.1083-1087, doi:10.2331/suisan.56.1083
- 海沢彰馬、台湾で採集されたシラスウナギの日令と孵化日 日本水産学会誌 Vol.56 (1990) No.8 P.1199-1202, doi:10.2331/suisan.56.1199
- 梅沢彰馬、小沢貴和、ウナギ・レブトケファルスの日齢と成長 日本水産学会誌 Vol.58 (1992) No.3 P.457-459, doi:10.2331/suisan.58.457
- 塚本洋一、梅沢彰馬、沖山宗雄、最大伸長期のニホンウナギ葉形仔魚 日本水産学会誌 Vol.58 (1992) No.11 P.2209, doi:10.2331/suisan.58.2209
- 小金隆之、塩澤聡、有元操、水田洋之介、日陰に対するシマアジ幼魚の寄りつき行動 日本水産学会誌 Vol.62 (1996) No.6 P.865-871, doi:10.2331/suisan.62.865
- 米山洋一、塚本勝巳、北田修一、サクラマス降河幼魚の農業用取水口への迷入 日本水産学会誌 Vol.64 (1998) No.3 P.398-405, doi:10.2331/suisan.64.398
- 渡邊俊、青山潤、フィリピン・ルソン島で採集されたウナギ属魚類の新種 Anguilla luzonensis 日本水産学会誌 Vol.81 (2015) No.4 p.639, doi:10.2331/suisan.81.639
- 坂本亘、内藤靖彦、海洋生物の回遊環境履歴解析 日本水産学会誌 Vol.62 (1996) No.1 P.131, doi:10.2331/suisan.62.131